# كاستا ديفا
كاستا ديفا (بالإنجليزية: CastaDiva)‏  هو منتجع سياحي في إيطاليا.

## الروابط خارجية
- الموقع الرسمي (بالإنجليزية)

‌